# Pseudenneboeus ruficolor
Pseudenneboeus ruficolor is een keversoort uit de familie Archeocrypticidae. De wetenschappelijke naam van de soort is voor het eerst geldig gepubliceerd in 1924 door Pic.